# Итальянец (роман)
«Итальянец, или Исповедальня кающихся, одетых в чёрное» (англ. The Italian, or the Confessional of the Black Penitents) — сентиментально-готический роман английской писательницы Анны Радклиф, опубликованный в 1797 году.

## Сюжет
В прологе английский турист, осматривающий в 1764 году достопримечательности Неаполя, получает рукопись, текст которой якобы воспроизводится в основной части романа.
Молодой неаполитанский вельможа Винченцио Вивальди влюбляется в Эллену ди Розальба — девушку неизвестного происхождения. Эта любовь встречает противодействие со стороны его родителей. Таинственный монах неоднократно предостерегает Вивальди об опасностях, грозящих ему в случае, если он продолжит посещения виллы, на которой живёт Эллена. Винченцио принимает этого монаха за отца Скердони — духовника его матери, принадлежащего к аристократическому роду, но скрывающего от всех своё прошлое.
Эллену похищают по приказу маркизы Вивальди и увозят в отдалённый монастырь Сан-Стефано, где ставят перед выбором — или постричься в монахини, или выйти за другого. Эллена отвергает оба варианта. Винченцио находит её в тот самый момент, когда над ней пытаются совершить постриг, и увозит из монастыря. Влюблённые решают обвенчаться, несмотря на противодействие родителей Винченцио, но церемонию прерывают служители инквизиции; они арестовывают обоих и увозят в разных каретах.
В дальнейшем выясняется, что этот арест был делом рук отца Скердони, стремившегося отомстить Винченцио за оскорбление, которое тот ему нанёс. Скердони написал донос с обвинением Винченцио в ереси, а Эллену увёз в уединённый дом в Калабрии, где попытался её убить. Но в последний момент Скердони увидел на шее своей жертвы медальон с собственным портретом и понял, что Эллена — его дочь. Тогда он вернул Эллену домой и постарался убедить маркизу в приемлемости задуманного Винченцио брака, но безуспешно.
Винченцио предстаёт перед судом инквизиции. Здесь ему снова является таинственный монах и требует, чтобы он вызвал в суд отца Скердони и священника, который когда-то принял у Скердони исповедь и был потрясён ею. В дальнейшем суд выясняет, что Скердони убил собственного брата, чтобы жениться на его вдове, а потом убил и её; таинственный монах оказывается его сообщником Николой ди Дзампари. Вивальди получает свободу, а Скердони приговаривают к смерти.
В это же время маркиза умирает от болезни. Перед смертью она покаялась в грехах и взяла с мужа обещание не препятствовать браку Винченцио и Эллены. Последняя снова встречается с Оливией — монахиней, которая отнеслась к ней с симпатией в монастыре Сан-Стефано, и случайно узнаёт, что это её мать, а Скердони ей не отец, а дядя. Скердони убивает Никола ди Дзампари, чтобы отомстить ему за предательство, и сам принимает яд. Винченцио и Эллена становятся мужем и женой.

## Значение
«Итальянец» имел широкий успех у современной публики. Им зачитывалась, к примеру, Джейн Остин, спародировавшая некоторые его ситуации в своей книге «Нортенгерское аббатство». Тем не менее после «Итальянца» Анна Радклиф больше романов не публиковала. Некоторые биографы объясняют её уход из литературы и последующее затворничество недовольством тем направлением, в котором пошло развитие английской готической литературы после триумфального успеха «Монаха» в 1796 году. Существует мнение, что Радклиф просто исчерпала себя.
«Итальянец» считается одним из лучших готических романов (наряду с «Удольфскими тайнами» и «Романом в лесу» того же автора).

## Издания на русском языке
- А. Радклиф. Итальянец, или Тайна одной исповеди. М., 1998.
- А. Радклиф. Итальянец, или Исповедальня кающихся, облачённых в чёрное. М., 2000.